# Печія
Печія́ — відчуття дискомфорту або печіння під грудною кліткою, що поширюється вгору від надчеревної (епігастральної) ділянки, іноді доходить до ділянки шиї. Є симптомом деяких хвороб травної системи.
Печія з'являється періодично, найчастіше після їжі, при фізичному навантаженні, при нахилі тіла чи в горизонтальному положенні.
Печія — відчуття печіння по ходу стравоходу, частіше в нижній його третині, так чи інакше пов'язане з витоком вмісту шлунку в стравохід (гастроезофагеальний рефлюкс).

## Етіологія та патогенез
Як правило, печія є наслідком закидання вмісту шлунка, як кислоти, так і дуоденального вмісту, у стравохід (гастроезофагеальний рефлюкс), тому її вважають одним з найхарактерніших симптомів гастроезофагеальної рефлюксної хвороби. У більшості випадків це явище говорить про підвищення кислотності шлункового соку.
Проте, слід пам'ятати, що печія також може бути симптомом первинних і вторинних уражень стравоходу. Серед первинних найбільше значення має ахалазія кардії. Серед вторинних — склеродермія та інші системні захворювання (ревматоїдний артрит, системний червоний вовчак, цукровий діабет, амілоїдоз, хронічний алкоголізм, мікседема). Підозра на таку патологію диктує необхідність проведення диференціальної діагностики, в тому числі з використанням манометрії стравоходу.
Також печія нерідко спостерігається при діафрагмальній грижі, виразковій хворобі шлунку, гастриті, езофагіті.
В основі патогенезу печії лежить патологічний гастроезофагеальний рефлюкс. Йому сприяє неспроможність затворного механізму кардії, в першу чергу, низький тиск нижнього стравохідного сфінктера і грижа стравохідного отвору діафрагми.

## Епідеміологічні особливості
За даними досліджень від печії потерпає 40-60 % дорослого населення, причому за останні роки спостерігається неухильне зростання цього показника. Печія епізодично виникає у половини дорослих, при цьому один раз на тиждень і частіше її відчуває 9 %.
Печія спостерігається у 30–50 % вагітних жінок. Частота та інтенсивність симптомів залежать від терміну вагітності, зазвичай вони повністю зникають після пологів. Печія починає турбувати вагітних приблизно з 20-22 тижня виникаючи періодично. З 30-го тижня на часту печію скаржаться близько 1/3 всіх вагітних, а до 38-го тижня їх кількість зростає, за даними різних авторів, до 99 %. Раптова поява печії на пізніх термінах вагітності може бути першим симптомом виникнення небезпечного ураження гестозу.

## Лікування
Метою лікування є зменшення агресивного впливу кислого шлункового вмісту шляхом нормалізації режиму харчування і використання медикаментозних засобів. Лікування залежить від причини печії, що має бути усунута чи скомпенсована.

### Немедикаментозні методи та дієта
Іноді для корекції симптомів достатньо зміни способу життя: спати із піднятим узголів'ям ліжка (на 15-20 см від основної площини ліжка), уникати прийому їжі на ніч і продуктів, що можуть спричинити печію.
Продукти, що спричинюють печію, це: газовані напої, шоколад, жирні продукти, вершкове масло, цитрусові, прянощі, цибуля, часник, міцний чай, кава, солодощі. При частій печії бажано знизити споживання цих продуктів до мінімуму. Рекомендується вживати нежирну їжу (відварне м'ясо, птиця, риба), а також їжу, приготовану на пару.
Рекомендується припинити куріння зовсім, при неможливості — кількість сигарет має бути зведена до мінімуму. Необхідно уникати запорів, жінкам — відмовитися від носіння тугих поясів, корсетів, оскільки це призводить до підвищення внутрішньочеревного тиску. Прийом їжі краще здійснювати малими порціями, по 5-6 разів на добу.

### Медикаментозні засоби для лікування печії
Існує безліч медикаментозних засобів лікування ГЕРХ, що розрізняються за способом дії та терапевтичною ефективністю:

#### Антациди
В основі дії антацидів лежить хімічна нейтралізація соляної кислоти, інактивація пепсину, адсорбція жовчних кислот, що надійшли в стравохід і в шлунок.
Антациди містять солі алюмінію і магнію (в основному гідроксиду), карбонат кальцію або бікарбонат натрію.
Найвищу кислотно-нейтралізуючу активність має карбонат кальцію. Більшість антацидів є комбінованими препаратами, тому що алюміній і кальцій можуть спричинити запори, а магній має проносну дію.
Антацидні лікарські засоби заведено поділяти на ті, що всмоктуються (системні, розчинні) та ті, що не всмоктується (несистемні, нерозчинні). Антациди, що всмоктується, завдяки прямій реакції нейтралізації соляної кислоти швидко підвищують pH, що призводить до швидкого клінічного ефекту (сода, палена магнезія). Однак час їхнього впливу триває недовго.
При тривалому застосуванні антацидів, які всмоктується, можлива поява набряків, здуття живота, підвищення артеріального тиску внаслідок утворення великої кількості вуглекислоти.
До антацидів, що не всмоктується, відносять:
- антациди, до складу яких входять карбонат кальцію і солі магнію в невеликій дозі;
- алюмінієві солі фосфорної кислоти;
- алюмінієво-магнієві антациди;
- алюмінієво-магнієві препарати з додаванням алгіната;
- алюмінієво-магнієві антациди з шарувато-сітчастою структурою.

#### Альгінати
Альгінати при прийомі всередину швидко вступають у реакції з кислотою в просвіті шлунка, утворюючи альгінатний гелевий бар'єр на поверхні вмісту шлунка, що фізично перешкоджає виникненню гастроезофагеального рефлюксу.

#### Інгібітори протонної помпи
Інгібітори протонної помпи — антисекреторні лікарські препарати для лікування кислотозалежних захворювань шлунка, дванадцятипалої кишки та стравоходу шляхом блокування протонної помпи парієтальних клітин слизової оболонки шлунка і зменшення, таким чином, секреції соляної кислоти.

#### Вітамінотерапія
Як додаткова терапія застосовуються вітамінні препарати: вітамін B5 (пантотенова кислота) та U (метілметіонінсульфонія хлорид). Дефіцит пантотенової кислоти призводить до утворення надлишку соляної кислоти у шлунку. Підвищені дози пантотенової кислоти, навпаки, гальмують секреторну функцію шлунку. Також пантотенова кислота стимулює перистальтику кишки та відновлює слизові оболонки.. Вітамін U (метілметіонінсульфонія хлорид) сприяє зменшенню шлункової секреції та зумовлює знеболювальний ефект.

#### Прокінетики
У деяких випадках призначають прийом прокінетиків — спеціальних лікарських препаратів, які посилюють перистальтику шлунково-кишкового тракту. У цьому випадку активізується тонус м'язів органів травної системи, в результаті чого їжа, що надійшла, швидше виводиться зі шлунку. Це сприяє більш надійному «замкненню» сфінктера, розташованого між шлунком і стравоходом. Представниками прокінетиків, зокрема, є препарати домперидон і метоклопрамід.